# Улеш
Улеш — село в Кикнурском районе Кировской области.

## География
Находится на расстоянии примерно 21 км по прямой на юго-запад от райцентра поселка  Кикнур.

## История
Известна с 1748 года как деревня Улешьяла с населением 42 души мужского пола и село Петропавловское с населением 31 душа мужского пола, оба населенных пункта заселены были черемисами. В 1873 году это уже единое село Петропавловское, где дворов 34 и жителей 279, в 1905 36 и 236, в 1926 (уже село Улеш или Петропавловское) 53 и 277 (в том числе мари 45), в 1950 69 и 219, в 1989 проживало 387 человек. Существующая в селе Петропавловская каменная церковь построена в 1822 году. До января 2020 года входила в Кикнурское сельское поселение до его упразднения.

## Население
Постоянное население  составляло 100 человек (русские 43%, мари 54%) в 2002 году, 62 в 2010.